# Dzierżanowo (powiat makowski)
Dzierżanowo – wieś sołecka w Polsce położona w województwie mazowieckim, w powiecie makowskim, w gminie Szelków.
Wieś duchowna położona była w drugiej połowie XVI wieku w powiecie makowskim ziemi różańskiej województwa mazowieckiego. W 1785 roku wchodził w skład klucza czarnostowskiego biskupstwa płockiego. W latach 1975–1998 miejscowość należała administracyjnie do województwa ostrołęckiego.